# Dicranomyia lulensis
Dicranomyia lulensis là một loài ruồi trong họ Limoniidae. Chúng phân bố ở miền Cổ bắc.